# 俠聖 (1992年電影)
《俠聖》是1992年上映的香港喜剧電影，黄文云導演，劉德華、關之琳和雷宇揚主演。

## 剧情
私家侦探谭西敏被其师傅告诫在三年零八个月内不能接单否则会有“桃花劫”，三年零八个月只差几天很快就满期，然而其缺钱的娘娘腔助手Joe却为其接了百万元大单。不料患有哮喘病的雇主却突然离世，谭西敏认识了雇主的遗孀Yvonne。谭有一同校毕业的同学李米高现任督察，两人是破案中的竞争对手，李米高对谭很不满并经常为难谭西敏。
Yvonne老公的两位生意伙伴声称其老公欠他俩一亿元，若不归还就要伤害Yvonne，Yvonne则坚称自己不清楚这笔钱的下落。Joe利用朋友从FBI那里查出Yvonne老公是从事洗黑钱的，一亿元应该是黑钱。有天Yvonne找到了一把钥匙，并从保险机构里取出了一小包钻石，她要谭西敏将这些钻石交还给那两人，谁知在归还现场钻石被检验出是假的，谭靠着不凡身手、机智头脑、假扮女人才得以脱身。之后他去找Yvonne算账，质问对方为何骗他，并用测谎丸问她真心话。
那两位债主威胁要杀Yvonne，谭劝她早日归还，Yvonne则争辩说没有钱是万万不能的，况且这是黑钱。一个夜晚Yvonne家里发生了爆炸，一个日本忍者刺客也来逼她归还钻石，Yvonne被人抓走，谭西敏打败了日本忍者，并发现了藏在Yvonne鞋底里面的钻石。为了救回Yvonne，谭需要与两位黑道债主进行一场交易。对谭极度愤恨的高级警官自己负责交易案，不甘心的李米高就暗地里帮助谭，并在交易现场伪装为婴儿并利用气球阻挡警察对谭的拍照取证。
谭手提两箱毒品交换回了Yvonne，之后交易双方受到警察的追捕，动作敏捷的谭西敏、大发神威的Joe和Yvonne成功逃脱，那两位黑道大哥则被抓获。那位警官想告谭贩毒却没有获得可靠的证据。谭西敏、Joe同要坐直升机离开的Yvonne告别，临行前谭交还给了她一只镶有一颗钻石的鞋子，她说那天测谎时她说喜欢他是真心的，可是这话被直升机发出的巨大轰鸣声掩盖了。

## 角色
| 演員   | 角色                 | 粵語配音 |
| 刘德华 | 譚西敏               | 朱子聰   |
| 關之琳 | Yvonne               | 沈小蘭   |
| 雷宇揚 | Joe                  | 雷宇揚   |
| 林保怡 | 林米高督察           | 陳永信   |
| 秦豪   | 超級愤恨譚西敏的警官 | 盧雄     |
| 成奎安 | 馬王德               | 盧雄     |
| 韋基舜 |                      |          |
| 盧雄   | 林米高的上司         | 黃志明   |

## 外部連結
- 開眼電影網上《俠聖》的資料（繁體中文）
- 豆瓣电影上《俠聖》的資料 （简体中文）
- 时光网上《俠聖》的資料（简体中文）
- 香港影庫上《俠聖》的資料（繁體中文）
- 互联网电影数据库（IMDb）上《俠聖》的资料（英文）